# Milena
Milena (Milocca trong tiếng Sicilia là một đô thị ở tỉnh Caltanissetta ở vùng Sicilia, có vị trí cách khoảng 80 km về phía đông nam của Palermo và khoảng 30 km về phía tây của Caltanissetta. Tại thời điểm ngày 31 tháng 12 năm 2004, đô thị này có dân số 3.376 người và diện tích là 24,5 km².
Milena giáp các đô thị: Bompensiere, Campofranco, Grotte, Racalmuto, Sutera.